# Tony Taylor
Antonio Nemesio Taylor (ur. 19 grudnia 1935, zm. 16 lipca 2020) – kubański baseballista, który występował na pozycji drugobazowego.
W kwietniu 1954 podpisał kontrakt z organizacją New York Giants, jednak grał jedynie w klubach farmerskich tego zespołu. W grudniu 1957 przeszedł do Chicago Cubs na mocy tak zwanego Rule 5 draft (draft, do którego przystępują zawodnicy, niemieszczący się w 40-osobowej kadrze zespołu).
30 czerwca 1959 brał udział w jednej z nietypowych zagrywek w historii baseballu. W meczu St. Louis Cardinals – Chicago Cubs, w pierwszej połowie czwartej zmiany przy próbie odbicia Stana Musiala, miotacz Cubs Bob Anderson narzucił trzy balle i jeden strike. Następnie wykonał wild pitch, a piłka uderzając w łapacza Cubs Sammy’ego Taylora i sędziego Vica Delmora, powędrowała pod backstop (bariera za łapaczem, oddzielająca trybunę od boiska). Sędzia uznał to za czwarty ball i Musial otrzymał bazę za darmo. Piłka jednak ciągle była w grze (ang. fair ball), więc Musiał podjął próbę zdobycia drugiej bazy; piłkę chwycił chłopiec do podawania kijów i podał ją sprawozdawcy meczowemu Patowi Piperowi. Trzeciobazowy Cubs Al Dark pobiegł do backstopu, odzyskał piłkę i skierował ją w stronę drugiej bazy do łącznika Cubs Erniego Banksa. W tym samym czasie sędzia Delmore wprowadził do gry nową piłkę, podał Andersonowi, który rzucił ją zbyt wysoko do drugobazowego Tony’ego Taylora. W efekcie Banks, który był w posiadaniu właściwej piłki, dotknął Musiala rękawicą, gdy próbował zaliczył trzecią bazę. Po naradzie sędziowie uznali to za aut, pomimo protestów menadżera Cardinals Solly’ego Hemusa, który twierdził, że grę utrudnił chłopiec do podawania piłek i Musial powinien był zostać na boisku. Ostatecznie Cubs przegrali mecz 1–4.
13 maja 1960 w ramach wymiany zawodników przeszedł do Philadelphia Phillies, a w lipcu tego roku zagrał w dwóch All-Star Game. 21 czerwca 1961 wystąpił na drugiej bazie w meczu z New York Mets na Shea Stadium, w którym Jim Bunning zanotował siódmy w historii MLB perfect game. W czerwcu 1971 został zawodnikiem Detroit Tigers, zaś w grudniu 1973 jako wolny agent podpisał kontrakt z  Philadelphia Phillies. 27 września 1975 w meczu z New York Mets zaliczył 2000. uderzenie jako 132. baseballista w historii MLB. Karierę zawodniczą zakończył po sezonie 1976.
W późniejszym okresie był między innymi członkiem sztabu szkoleniowego w klubach niższych lig, Philadelphia Phillies i Florida Marlins.
| Nagroda/wyróżnienie | Lata         | Źródło |
| 2× All-Star         | 1960¹, 1960² | [ 5 ]  |